# 亨普异海葵
亨普异海葵（学名：Heterodactyla hemprichii）为大海葵科异海葵属的动物。分布于日本以及南海西沙群岛等。